# Marco Schönbächler
Marco Schönbächler (* 11. Januar 1990 in Urdorf) ist ein Schweizer Fussballspieler.

## Karriere
Der Stürmer kommt aus der Nachwuchsabteilung des FC Zürich. Seit dem Rückrundenstart der Saison 2006/07 kam er regelmässig zu Kurzeinsätzen in der Super League. Er absolvierte auch Spiele für die U17-Nationalmannschaft der Schweiz. Im März 2007 verlängerte er seinen Vertrag beim FC Zürich bis zum 30. Juni 2010.
Am 9. Mai 2007 schoss Schönbächler sein erstes Super-League-Tor für den FC Zürich im Meisterschaftsspiel gegen den FC Aarau.
Am 24. Mai 2007 feierte der damals 17-jährige noch im Sturm eingesetzte Fussballer seinen ersten Meistertitel mit dem FC Zürich. Nach einem 2:0-Sieg über den Stadtrivalen Grasshopper Club Zürich sicherte sich sein Team den 11. Meistertitel.
2014 erhielt er sein erstes Aufgebot für die Schweizer Fussballnationalmannschaft und kam im November zu zwei Teileinsätzen.
Nach 19 Jahren verlässt er den FCZ nach der Saison 2020/21.